# 가미사와역 (아이치현)
가미사와역(일본어: 神沢駅)은 일본 아이치현 나고야시 미도리구에 위치한 철도역이다. 역 번호는 S 20이다.

## 역 구조
승강장은 1면 2선의 섬식 승강장으로, 스크린도어가 설치되어 있다. 플랫폼은 20m 6량 편성까지 대응한다. 나고야 시영 지하철에서는 처음으로 역의 이미지 컬러가 설정되었고 그 색깔은 황갈색이다. 출입구는 2곳으로 모두 엘리베이터가 설치되어 있다.
역 업무는 일본통운에 위탁되고 있다.

### 승강장
| 1 | ■ 사쿠라도리 선 | 도쿠시게 방면                   |
| 2 | ■ 사쿠라도리 선 | 이마이케·나고야·다이코도리 방면 |

## 역세권 정보
- 국도 제302호선

## 역사
- 2011년 3월 27일: 영업 개시.

## 인접역
| 나고야 시 교통국 ■ 지하철 사쿠라도리 선 | 나고야 시 교통국 ■ 지하철 사쿠라도리 선 | 나고야 시 교통국 ■ 지하철 사쿠라도리 선 |
| --------------------------------------- | --------------------------------------- | --------------------------------------- |
| S 19 아이오이야마 다이코도리 방면       |                                         | 도쿠시게 S 21 도쿠시게 방면             |